# Simon Asta
Simon Asta (Augsburg, 25 januari 2001) is een Duits voetballer die speelt als verdediger voor Greuther Fürth.

## Carrière
Asta speelde voor alle jeugdploegen van FC Augsburg en maakte in 2018 zijn debuut voor Augsburg tegen SC Freiburg. In oktober 2020 stapte hij over naar Greuther Fürth, waarmee hij promoveerde naar de Bundesliga.
Daarnaast doorliep hij ook de jeugdploegen van Duitsland.
1 Körber ·
2 Asta ·
5 Münz ·
6 Bansé ·
7 Srbeny ·
9 Futkeu ·
10 Hrgota  ·
11 Massimo ·
14 Consbruch ·
15 Quarshie ·
17 Gießelmann ·
18 Meyerhöfer ·
21 Çalhanoğlu ·
22 Motika ·
23 Jung ·
24 John ·
25 Loosli ·
27 Itter ·
28 Mause ·
30 Klaus ·
31 Grill ·
33 Dietz ·
34 Pfaffenrot ·
36 Müller ·
37 Green ·
42 Schulze ·
44 Noll ·
Coach: Siewert